# Rodolfo Rodríguez
Artikeln följer den spanska namnseden; faderns efternamn är Rodríguez och moderns efternamn Rodríguez.
Rodolfo Sergio Rodríguez Rodríguez, född 20 januari, 1956 i Montevideo, är en uruguayansk före detta fotbollsmålvakt, aktiv under 1970- och 1980-talet.
Rodríguez debuterade i Uruguays herrlandslag i fotboll den 6 oktober 1976, i Santiago mot Chile under Pinto Durán Cup.

## Meriter
Nacional
- Ligamästare (Primera División):  1977, 1980, 1983
- Copa Libertadores: 1980
- Interkontinentala cupen: 1980

Santos
- Campeonato Paulista: 1984

Bahia
- Campeonato Baiano: 1993, 1994

 Uruguay
- Mundialito 1980
- Copa América: 1983